# Arthrochordeumium asteromorphe
Arthrochordeumium asteromorphe is een eenoogkreeftjessoort uit de familie van de Chordeumiidae. De wetenschappelijke naam van de soort is voor het eerst geldig gepubliceerd in 1933 door Stephensen.